# Mak Ka Lok
Mak Ka Lok (chinesisch 麥家樂 / 麦家乐, Pinyin Mài Jiālè, Jyutping Mak6 Gaa1lok6; * 17. August 1965 in Hongkong) ist ein macauischer Autorennfahrer.

## Karriere
Mak gewann 1999 das Macau Cup Race in der Gruppe A. 2008 startete er in der Asian Touring Car Championship. 2009 und 2010 nahm er an der macauischen und 2009 an der chinesischen Tourenwagenmeisterschaft teil. 2010 beendete Mak die asiatische Tourenwagenserie auf dem dritten Meisterschaftsplatz. 2011 wurde er Sechster der macauischen Tourenwagenserie.
2011 debütierte Mak zudem in der Tourenwagen-Weltmeisterschaft (WTCC). In einem BMW 320si startete er für das RPM Racing Team am Rennwochenende auf dem macauischen Guia Circuit. Er kam bei keinem der Läufe ins Ziel.

## Karrierestationen
| - 2008: Asian Touring Car Championship - 2009: Macauische Tourenwagenmeisterschaft (Platz 7) - 2009: Chinesische Tourenwagenmeisterschaft (Platz 11) | - 2010: Asiatische Tourenwagenserie (Platz 3) - 2010: Macauische Tourenwagenmeisterschaft (Platz 16) - 2011: Macauische Tourenwagenserie (Platz 6) | - 2011: WTCC |